# Choinok
Choinok (pl. Choyenaki), jedno od plemena Chauchila, Indijanaca, porodica mariposan, koji su nekad živjeli na mjestu nešto južnije od današnjeg grada Visalia u kalifornijskom okrugu Tulare (Hodge). Swanton i Kroeber kažu južno od Tulare Cityja, možda na Deep i Outside Channel na rijeci Kaweah. Swanton za njihovo selo navodi Ch'iuta.
Pripadali su užoj skupini Southern Valley Yokuts. ostali nazivi pod kojima su ih zablilježili razni autori su Choinook (Wessells), Cho-e-nees i Cho-e-nuco (Barbour), Choi-nuck (Royce).